# 南京路 (金朝)
南京路，金朝的路。
金太祖天辅七年（1123年），金国以平州为南京。金太宗天会三年（1125年），夺取燕京（北宋燕山府）。天会五年（1127年），废除平州南京之号。同年夺得宋朝首都开封府，称为汴京。完颜亮贞元元年（1153年）称开封府为南京，改汴京路设置南京路，治所在开封府（今河南省开封市），辖境包括今河南省淮河以北，崤山、熊耳山以东，黄河、延津县、封丘县、原阳县以南。安徽省砀山县，淮河以北、涡河以西。山东省曹县、武城县、鱼台县、单县。
下辖开封府（河南开封市）、归德府（河南商丘市）、河南府（河南洛阳市）、睢州（河南睢县）、单州（山东单县）、寿州（安徽凤台县）、陕州（河南三门峡市）、邓州（河南邓州市）、唐州（河南唐河县）、曹州（山东菏泽市）、嵩州（河南嵩县）、汝州（河南临汝县）、许州（河南许昌市）、钧州（河南禹州市）、亳州（安徽亳州市）、陈州（河南淮阳县）、蔡州（河南汝南县）、息州（河南息县）、郑州（河南郑州市）、颍州（安徽阜阳市）、宿州（安徽宿州市）、泗州（江苏盱眙县西）。蒙古帝国废除。

## 长官
金朝
关于金朝的南京留守兼本路兵马都总管、开封尹，参见开封府尹